# Suelle Oliveira
Suelle do Prado Oliveira (Curitiba, 29 de abril de 1987) é voleibolista indoor brasileira, atuante na posição de ponteira-passadora que foi medalhista de ouro pela Seleção Brasileira no Campeonato Sul-Americano Juvenil de 2004 na Bolívia e no Campeonato Mundial Juvenil de 2005 na Turquia e pela Seleção Brasileira de Novas conquistou três medalhas em edições da Copa Pan-Americana, nos anos de 2005, 2008 e 2011, medalha de bronze, prata e de ouro, respectivamente, a primeira na República Dominicana as outras sediadas no México.Em clubes conquistou duas medalhas no extinto Torneio Internacional Salonpas Cup, vice-campeã no ano de 2007 e campeã no ano de 2008; também foi medalha de ouro no Campeonato Sul-Americano de Clubes de 2014 sediado em Osasco-Brasil e obteve o bronze no Campeonato Mundial de Clubes no mesmo ano em Zurique-Suíça.

## Carreira
Suelle  cresceu em uma família de cinco irmãos e sua irmã Damaris que a conduziu para a carreira de voleibolista, com 10 anos de idade já trilhava quando a inscreveu  na peneira do Rexona/Ades  e foi aprovada, depois foi para o Paraná Clube em 2000.
Recebeu sua primeira convocação para Seleção Brasileira em 2003 para os treinamentos  em preparação para o Campeonato Mundial da Polônia pelo técnico Antônio Rizola mais tarde substituído por Luizomar de Moura, mas não integrou o grupo que foi a este Mundial  e nesta passagem pela seleção houve a mudança de posição, pois, Suelle começou a jogar como Central e foi aconselhada a adaptar-se  como Ponteira e no mesmo ano voltou ao Rexona/Ades, desta vez já atuando como Ponteira e integrando a equipe adulta,época que o patrocínio  transferiu-se para ao Rio de Janeiro Vôlei Clube e com apenas 16 anos saiu de casa para atuar neste e atuou como titular apenas no Campeonato Carioca.
Representou a Seleção Paranaense no Campeonato Brasileiro de Seleções, encerrou na sexta posição  em 2001 e vice-campeã em 2003, estas conquistas na categoria infanto-juvenil  e quarto lugar  na edição da categoria juvenil em 2004.Aos 17 anos foi contratada São Caetano/Detur para temporada 2004-05, terminando na sétima posição na Superliga Brasileira A correspondente.
Recebeu convocação para  Seleção Brasileira , desta vez , para representá-la na categoria juvenil, e disputou o Campeonato Sul-Americano Juvenil de 2004  em La Paz- Bolívia, onde conquistou a medalha de ouro e a qualificação para o país disputar o Campeonato Mundial da categoria, este realizado nas cidades turcas de Ankara e Istambul em 2005, no qual esteve na  representação brasileira mais uma vez na conquista da medalha de ouro, vestindo a camisa#18 foi a vigésima quinta entre as maiores pontuadoras,ocupou a décima terceira posição entre as melhores atacantes,a trigésima primeira entre as atletas com melhor desempenho no bloqueio,foi a vigésima entre as defensoras do campeonato,e sua melhor performance ocorreu no fundamento do saque, onde encerrou na décima primeira posição nas estatísticas.Nesse mesmo ano recebeu convocação para Seleção Brasileira  para disputar a Copa Pan-Americana em Santo Domingo, onde conquistou a medalha de bronze.
Renovou com a equipe de São Caetano do Sul que utilizou o nome de São Caetano/Mon Bijou, conquistando o ouro nos Jogos Abertos de Botucatu 2005 e bronze no campeonato paulista de 2005.Permanecendo no clube do interior de São Paulo por mais duas temporadas, avançou por este clube as semifinais da Superliga Brasileira A 2005-06 e encerrou no quarto lugar.
Na temporada 2006-07, Suelle continua defendendo o São Caetano/Mon Bijou e foi bronze na Copa São Paulo de 2006  e esteve na equipe que disputou a edição dos  Jabs sediado em Nova Friburgo e avançou as semifinais da competição, conquistou também no mesmo ano  o ouro nos Jogos Abertos do Interior, realizados em São Bernardo do Campo, e na edição do Campeonto Paulista  de 2006 ficou com a segunda posição final e na Superliga Brasileira A 2006-07 termina na quinta posição.
Defendeu o Finasa/Osasco em sua primeira temporada nas competições 2007-08, cujo técnico foi Luizomar de Mouraconquistou o vice-campeonato da Copa São Paulo de 2007, neste mesmo ano sagrou-se campeã dos Jogos Regionais do Guarujá foi vice-campeã do Salonpas Cup 2007; ainda neste ano foi vice-campeã da Copa Brasil, em contra partida conquistou o ouro nos Jogos Abertos do Interior , sediados em Praia Grande e ouro no Campeonato Paulista e encerrando a jornada esportiva 2007-08 terminou com vice-campeonato na Superliga Brasileira A.
Em 2008 foi convocada para Seleção Brasileira de Novas  para disputar sua segunda edição na carreira da Copa Pan-Americana conquistando a medalha de prata.Renovou com o Finasa/Osasco para temporada 2008-09, conquistando a Copa São Paulo de 2008, e sagra-se no  mesmo ano campeã da Copa Brasil,e também conquistou o título da Salonpas Cup no mesmo ano.Em 2008 obteve o bicampeonato paulista de forma consecutiva e ouro nos Jogos Abertos de Piracicaba e finalizando a jornada 2008-09 termina mais uma vez com vice-campeonato na Superliga Brasileira A.
Suelle transfere-se para a Cativa Oppnus/Brusque na temporada 2009-10, disputou e obteve o título da Liga Nacional de Voleibol em 2009 e no mesmo ano conquista de forma invicta conquista o ouro nos  Jogos Abertos de Santa Catarina (Jasc) e também o título do Campeonato Catarinense de 2009.Pelo clube catarinense disputou a Superliga Brasileira A 2009-10 contribuiu para a classificação da equipe às quartas de final da edição e encerrou na oitava posição.
Voltou a defender o Unilever na temporada 2010-11, cujo técnico era Bernardo Rezende, nesta equipe conquistou seu primeiro título do Campeonato Carioca.Disputou a Superliga Brasileira A 2010-11 e conquistou o título da edição.Em 2011 é convocada para Seleção Brasileira de Novos para os treinamentos visando a  Copa Pan-Americana e a “Yeltsin Cup”,no México e Rússia, respectivamente.Disputou a sua terceira participação em edições da Copa Pan-Americana sediada em Ciudad Juárez-México, participou de todos os jogos na fase de grupo, entrando em alguns sets, fez um ponto na partida contra o selecionado de Trinidad e Tobago, vestindo a camis#8, registrou dois pontos na partida contra a Seleção de Costa Rica e quatro pontos contra a Seleção Peruana, nasemifinal não pontuou e não pontuou na conquista do ouro.
Suelle é contratada na temporada 2011-12 pelo Banana Boat/Praia Clube  pelo qual conquistou o título do Campeonato Mineiro de 2011 e disputou a Superliga Brasileira A 2011-12.Na jornada esportiva 2013-14  passou a defender o Sesi-SP  e conquistou o título da Copa São Paulo em 2012 e no mesmo ano o bronze no Campeonato Paulista encerrando a temporada na quarta posição na correspondente Superliga Brasileira A.
Renovou contrato com a equipe do Sesi/SP para as competições do período esportivo 2013-14 e novamente sob o comando do Talmo Oliveira, conquistando o ouro na Copa São Paulo de 2013 e o vice-campeonato paulista neste mesmo ano e disputou a Superliga Brasileira A 2013-14.
Em 2014  obteve o segundo lugar na Copa Brasil de 2014 , esta sediada em Maringá-Paraná e devido a este resultado  seu clube consegue a qualificação para o Campeonato Sul-Americano de Clubes de 2014, e Suelle esteve na equipe que disputou tal competição, esta sediada em Osasco-Brasil, e conquistou a medalha de ouro e qualificando sua equipe pela primeira vez ao Campeonato Mundial de Clubes de 2014 sediado na Zurique-Suiça e posteriormente Suelle contribui para sua equipe avançar as finais da Superliga Brasileira A 2013-14, encerrando com o vice-campeonato.
Embarcou com a equipe do Sesi/SP para Zurique , sede do Campeonato Mundial de Clubes de 2014 conforme qualificação continental já citada  e foi semifinalista nesta edição, conquistando a medalha de bronze e individualmente  foi premiada como a primeira melhor ponteira da edição , entrando na seleção do campeonato.
Conquistou pelo Sesi/SP o vice-campeonato da Copa Brasil de 2015.Integrou a Seleção Brasileira para a disputa do Grand Prix de 2015 e nesta edição conquistou o bronze.Foi contratada pelo Vôlei Nestlè para a disputar a jornada 2015-16 e conquistou o título do Campeonato Paulista de 2015.
Na temporada 2016-17 Suelle foi chamada pelo técnico José Roberto Guimarães para fazer parte do projeto Barueri na Superliga B, e com sucesso o time venceu a Superliga B entrando para a liga principal, na qual ficou mais uma temporada.
Na temporada 2017-18 foi contratada pela equipe japonesa Victorina Himeji, onde teve sua primeira experiência internacional e foi um dos principais destaques da equipe, e foi campeã da liga japonesa

## Clubes
| Clube                   | País    | De   | Até  |
| ----------------------- | ------- | ---- | ---- |
| Rexona/Ades             | Brasil  | 2002 | 2004 |
| São Caetano-Mon Bijou   | Brasil  | 2004 | 2007 |
| Finasa/Osasco           | Brasil  | 2007 | 2009 |
| Brusque/Pomerode        | Brasil  | 2009 | 2010 |
| Unilever/RJ             | Brasil  | 2010 | 2011 |
| Banana Boat/Praia Clube | Brasil  | 2011 | 2012 |
| SESI/São Paulo          | Brasil  | 2012 | 2015 |
| Vôlei Nestlé/Osasco     | Brasil  | 2015 | 2016 |
| Vôlei Hinode Barueri    | Brasil  | 2016 | 2018 |
| Japão Victorina Himeji  | Japão   | 2018 | 2019 |
| Sesi/Vôlei Bauru        | Brasil  | 2020 | 2022 |
| RoméniaRapid Bucuresti  | Roménia | 2022 | 2022 |

## Títulos e resultados
- Copa Brasil

```
 2022 
Sesi Vôlei Bauru

 2009 
Finasa/Osasco
```

- Copa Brasil: 2007,[24]2015[62]
- Superliga Brasileira A:2010-11[43]
- Superliga Brasileira A: 2007-08,[27] 2008-09,[33] 2013-14 [58]
- Superliga Brasileira A: 2005-06,[6] 2012-13[53]
- Liga Nacional de Voleibol:2009[34]
- Jabs:2006[carece de fontes?]
- Jogos Regionais de São Paulo:2007[22]
- Jasc:2009[36]
- Jogos Abertos do Interior de São Paulo: 2005,[15] 2006,[19] 2007,[25] 2008[32]
- Campeonato Paulista: 2007,[26] 2008[31]
- Campeonato Paulista: 2006,[20]2013,[55] 2015[65]
- Campeonato Paulista:2005, 2012[52]
- Campeonato Mineiro:2011[49]
- Campeonato Carioca: 2010[41]
- Campeonato Catarinense:2009[36][37]
- Copa São Paulo: 2008,[28] 2013,[54] 2012[51]
- Copa São Paulo:2007[21]
- Copa São Paulo: 2006[17]
- Campeonato Brasileiro de Seleções Juvenil:2004[2]
- Campeonato Brasileiro de Seleções Infanto-Juvenil:2003[2]

## Premiações individuais
- 1º Melhor Ponteira do Campeonato Mundial de Clubes de 2014[61]
- Melhor Recepção do Campeonato Mundial de Clubes de 2014[66]